# Pornografía alimentaria

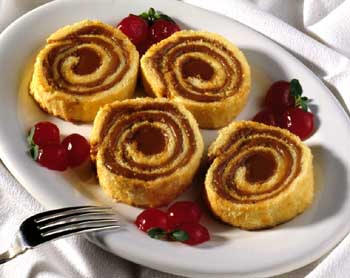
Pionono de dulce de leche (Argentina)

La pornografía alimentaria (del inglés, food porn) es un concepto desarrollado en las redes sociales que consiste en la presentación glamorosa de fotos de alimentos, espectáculos culinarios u otros medios visuales, con la idea principal de promover su consumo. El principal desarrollo se ha dado en redes sociales como Instagram, donde constituye un hashtag muy utilizado. Los alimentos que se promocionan pueden tener alto contenido de grasas y calorías, o constituir platos exóticos que en cualquier caso aumentan el deseo de disfrutar comiendo, relacionándolo en forma directa o subliminal con el placer sexual. Food porn es -en consecuencia- una fotografía de alimentos que los presenta provocativamente utilizando códigos  de la fotografía glamour o incluso de la pornografía. 

## Historia
Una de las primeras menciones sobre el concepto apareció en un artículo de diciembre de 1977 publicado en The New York Review of Books, firmado por Alexander Cockburn, en el que afirma que «el verdadero gastro-porno aumenta la emoción y también el sentido de lo inalcanzable al ofrecer fotografías en color de varias recetas completas». El término «foodporn» propiamente dicho parece haber sido definido por la crítica feminista Rosalind Coward en su libro de 1984 «Deseo femenino» (Female Desire), donde escribió:

Cocinar comida y presentarla bellamente es un acto de servicio. Es una forma de expresar afecto a través de un obsequio [...] Que debamos aspirar a producir alimentos perfectamente terminados y presentados es un símbolo de una participación voluntaria y agradable en el servicio a los demás. La pornografía alimentaria sostiene exactamente estos significados relacionados con la preparación de alimentos. Los tipos de imágenes utilizados siempre ocultan el proceso de producción de una comida. Siempre están bellamente iluminados, a menudo retocados.
Rosalind Coward en Female Desire